# Lysipterygium
Il lisipterigio (gen. Lysipterygium) è un anfibio estinto, appartenente ai temnospondili. Visse nel Permiano inferiore (circa 295 - 290 milioni di anni fa) e i suoi resti fossili sono stati ritrovati in India.

## Descrizione
Questo animale era di piccole dimensioni, e il cranio non superava la lunghezza di cinque centimetri. Il cranio era di forma più o meno triangolare, con la parte posteriore allargata. Le orbite erano grandi ed erano poste all'incirca a metà del muso; sul palato erano presenti grandi aperture (vacuità interpterigoidee); oltre ai piccoli denti lungo il margine di mascelle e mandibole, erano presenti anche denti più grandi sulle ossa palatali marginali. Le corna tabulari erano appena abbozzate, e l'incisura otica era moderatamente profonda. Sembra che in Lysipterygium il sistema della linea laterale fosse ridotto rispetto ad altre forme contemporanee degli stessi luoghi, come Kashmirosaurus.

## Classificazione
Il genere Lysipterygium venne descritto nel 1935 da Branson, sulla base di fossili ritrovati nel Kashmir in terreni del Permiano inferiore; la specie tipo è Lysipterygium deterrai, nota per un cranio completo. Un'altra specie, L. risinense, era stata precedentemente attribuita al genere Actinodon (A. risinense). 
Lysipterygium è un anfibio poco noto, ma di notevole importanza filogenetica: secondo alcuni studi, questo animale potrebbe essere alla base del clade Euskelia o alla base del clade Limnarchia, comprendente gli anfibi temnospondili più derivati (archegosauri e stereospondili). Lysipterygium possiede alcune caratteristiche che richiamano Archegosaurus e Rhinesuchus, ma altre ancora che potrebbero indicare un diverso stadio evolutivo (ad esempio la presenza di forami di nella parte posteroventrale del quadratojugale).

## Paleobiologia
Lysipterygium era sicuramente un predatore attivo, e forse si nutriva di pesci; tuttavia, la mancanza di una linea laterale particolarmente sviluppata potrebbe essere un indice di uno stile di vita diverso da quello di altri anfibi contemporanei più strettamente acquatici, come Kashmirosaurus. 